# Dysphania flavimargo
Dysphania flavimargo là một loài bướm đêm trong họ Geometridae.